# Casirate d'Adda
Casirate d'Adda là một đô thị ở tỉnh Bergamo trong vùng Lombardia của nước Ý, có vị trí cách khoảng 30 km về phía đông của Milano và khoảng 25 km về phía tây nam của Bergamo. Tại thời điểm ngày 31 tháng 12 năm 2004, đô thị này có dân số 3.622 người và diện tích là 10,2 km².
Đô thị Casirate d'Adda có các frazione (đơn vị cấp dưới) Cascine San Pietro.
Casirate d'Adda giáp các đô thị: Arzago d'Adda, Calvenzano, Cassano d'Adda, Rivolta d'Adda, Treviglio.